# Michelle Miles
Michelle Miles (verheiratete Guthrie; * 1956) ist eine ehemalige neuseeländische Hürdenläuferin.
Bei den British Commonwealth Games 1974 in Christchurch wurde sie über 100 m Hürden Fünfte mit ihrer persönlichen Bestzeit von 13,89 s.
1973 wurde sie in dieser Disziplin Neuseeländische Meisterin.